# Tricosemeia
Eagris là một chi bướm ngày thuộc họ Bướm nâu.